# Rimrock Trail
Le Rimrock Trail – ou Rimrock Overlook Trail – est un sentier de randonnée américain situé dans le comté de Warren, en Pennsylvanie. Protégé au sein de la forêt nationale d'Allegheny, ce sentier de 1,3 mille relie une plage sur l'Allegheny à un point de vue panoramique sur cette même rivière.